# Военна галерия
Военната галерия на Зимния дворец е създадена по проект на Карл Роси през 1826 г. в чест на победата на Русия над Наполеонова Франция.
На стените на галерията са изложени 332 портрета на генерали, участници във френско-руската война от 1812 г. и последвалите я задгранични кампании на руската императорска армия от 1813 – 1814 г.
Картините са дело на английския художник Джордж Доу, подпомаган от Александър Поляков и Василий Голике. Почетно място сред всички портрети заемат церемониалните портрети на съюзническите суверени: руския император Александър I, кралят на Прусия Фридрих Вилхелм III (художник Франц Крюгер) и императора на Австрия Франц II (художник Йохан Крафт). Портрети на четирима най-отличили се фелдмаршали (Михаил Кутузов; Константин Павлович; Артър Уелсли, херцог Уелингтън; Михаил Барклай де Толи) са разположени отстрани на вратите, водещи към залата на „Св. Георги“ и „Гербовата зала“.
Портретите са особено ценни, защото са запечатали образите на повечето пълководци, разгромили Великата армия, от времената преди откриването на фотографията.